# 名探偵コナン 瞳の中の暗殺者
『名探偵コナン 瞳の中の暗殺者』（めいたんていコナン ひとみのなかのあんさつしゃ）は、2000年4月22日に公開された劇場版『名探偵コナン』シリーズの4作目にあたる劇場版アニメである。上映時間は100分。興行収入は25億円。キャッチコピーは「蘭の瞳に隠された狙撃犯（スナイパー）を探せ！」「Need not to know....」。20世紀最後の劇場版名探偵コナン作品でもある。

## 概要

### 作品概要
本作は、主人公・江戸川コナン（工藤新一）とヒロイン・毛利蘭の関係をメインにした内容になっている。そのため、アバンタイトルの回想シーンにおいて、「ジェットコースター殺人事件」で新一と蘭がトロピカルランドにてデートしているシーンが新たに描かれている。また、新一が蘭の頬にコーラの缶をくっつけるシーンがあるが、これは単行本4巻「大都会暗号マップ事件」の回想で登場するワンシーンと同じ構図で描かれている。このシーンは、テレビアニメ版ではカットされた。
本作以降、冒頭の作品解説パートにおける、新一の新聞記事から体が縮んで蘭にコナンと名乗るまでのアニメーション背景が変更されている。新一と蘭とウォッカが登場するシーンの背景は、トロピカルランドの城と床のデザイン・左右の店舗が変更されており、観覧車が描かれていない。
テレビアニメ版からは、警視庁捜査一課の刑事たち（佐藤美和子、千葉和伸）が初登場。また、前々作『14番目の標的』に登場した妃英理の秘書が、栗山緑という名前を与えられて再登場している。
劇場版シリーズの恒例である、小学生を対象としたアフレコ体験が本作で初めて行われた。このアフレコ体験は、コナン役の高山みなみが直接指導をしている。
冒頭のメインテーマはテレビアニメ版からのアレンジであり、オープニング映像の容疑者たちのバックにはこれまで使用されたアニメ作品の主題歌のタイトルが英語やローマ字のキーワードとして流れている。
白鳥任三郎を演じていた塩沢兼人は本作の公開1か月後の2000年5月10日に急死した（詳細は塩沢の記事を参照）ため今作が最後の出演となり、次作『天国へのカウントダウン』以降は本作で風戸京介を演じた井上和彦が白鳥を演じている。
アメリカ合衆国ではファニメーションによる英語吹き替え版が制作された。英語名は「Case Closed: Captured in Her Eyes」。

### 製作状況
今回の目玉はトロピカルランドであり、本作制作当時のテレビアニメ版では入口やお城などは描かれていなかったが、本作では徹底的に描こうと美術監督の渋谷幸弘ら背景スタッフは志摩スペイン村や富士急ハイランドなどの日本各地の遊園地を取材し、UnoのCMに出たペンギンなどが出てくるアトラクションやパレードなどを加え、コナン版・東京ディズニーランドを完成させた。

### 評価
2016年に開催された歴代映画19作品の人気投票では、第3位を獲得した。
2020年1月に『金曜ロードSHOW!』で実施された人気投票（過去3年以内に放送された作品を除く歴代映画15作品）では、第1位を獲得した。この結果を受け、同年2月7日には同枠での初放送が行われた。なお、放送枠の尺の都合上、一部シーン並びにエンディングがカットされた。

## ストーリー
ある雨の日、灰原哀を除く少年探偵団は、奈良沢治警部補が拳銃で撃たれた瞬間を目撃する。コナンに犯人を尋ねられた奈良沢は、自分の左胸を掴むというダイイングメッセージを残して死亡した。その日の夜、マンションの地下駐車場では芝陽一郎巡査部長が射殺される。
そんな中、白鳥警部の妹である沙羅の結婚を祝う会が開催され、コナン、毛利蘭、小五郎は妃英理と共に出席する。米花サンプラザホテルのパーティー会場には、小五郎の刑事時代の上司・小田切敏郎警視長をはじめとする警察官や、敏郎の息子でミュージシャンの小田切敏也、白鳥の主治医も務める心療科医師である風戸京介らの姿があった。コナンと小五郎は警察官連続殺人事件について白鳥に尋ねるが、「Need not to know」と返答され、今回の事件には警察の上層部、あるいは警察組織全体が関与している疑いがあると悟る。
一方、佐藤刑事はトイレに行った際、停電に乗じて何者かに銃撃されてしまう。同行していた蘭はショックを受けて気絶してしまい、搬送先の病院で記憶喪失を発症。娘に危害が及んでもなお隠蔽を続ける警察に業を煮やした小五郎は、事件の裏に潜む背景を知る。刑事達によれば、小田切警視長の息子・敏也がとある事件の被疑者として奈良沢達に疑われており、今回の連続殺人にも敏也が関わっているのではないかと噂されているのだという。
蘭はトロピカルランドに見覚えがあると言い出し、コナンには内緒で鈴木園子や小五郎と共にトロピカルランドへ行くことを決める。翌日、トロピカルランドを訪れた蘭にが着ぐるみ姿の男が近付くが、少年探偵団に撃退され逮捕される。しかし、着ぐるみの男・友成真は小五郎に相談しようと近付いただけであり、ナイフも犯人への護身用だった。その頃、蘭がトロピカルランドに向かったことを知ったコナンは遊園地へ急行し、迫り来る犯人の魔の手から蘭を庇って逃げることとなる。
コナンは蘭を連れて犯人から逃走しつつ、彼に真相を突きつけていく。一連の殺人事件の犯人は、記憶喪失に陥った蘭の主治医でもある心療内科医の風戸京介だった。本性を現した風戸は拳銃を使って二人を追い詰めていく。コナンは噴水を利用して風戸にキック力増強シューズによる一撃をぶつけるが、風戸は即座に意識を取り戻してナイフでコナンに襲いかかる。その時、噴水から突き出された風戸の左腕を見て、蘭が記憶を取り戻す。風戸は蘭の空手で制圧され、駆け付けた警察のもとには佐藤が意識を取り戻したという連絡が入る。小田切警視長は先に真相へ辿り着いたコナンを不思議に思って声をかけるが、「Need not to know, 僕はただの小学生だよ」とはぐらかされ、敬礼後、去っていった。

## 登場人物

### レギュラーキャラクター
江戸川 コナン（えどがわ コナン）
声 - 高山みなみ
本作の主人公。本来の姿は「東の高校生探偵」として名を馳せている工藤新一だが、黒ずくめの組織に飲まされた毒薬・APTX4869の副作用で小学生の姿になっている。
記憶喪失になった蘭を犯人から守るために、独自に一連の事件の捜査に乗り出す。父・優作からハワイでモーターボートの操縦を教わっていたことが判明する。
毛利 蘭（もうり らん）
声 - 山崎和佳奈
本作のヒロイン兼キーパーソン。新一の幼馴染かつガールフレンド。都大会で優勝するほどの空手の達人。
犯人の銃撃で重傷を負う佐藤刑事に居合わせ、そのショックで記憶喪失になってしまう。その後、時間の経過と共に記憶が戻りかけ、犯人に狙われる事を恐れつつも、自分を取り戻すために勇気を奮ってトロピカルランドへ向かう決意をする。
毛利 小五郎（もうり こごろう）
声 - 神谷明
蘭の父親で「眠りの小五郎」の異名で有名な私立探偵。コナンの保護者。元警視庁捜査一課強行犯係の刑事。
記憶喪失になった蘭の身を案じ、トロピカルランドに同行する際は命に代えても守ると意気込む。
工藤 新一（くどう しんいち）
声 - 山口勝平
コナンの本来の姿で高校生探偵。
新一としての登場は、アバンタイトルの回想シーン、蘭との電話の会話、コナンの声と重ね合わせる演出のみである。
目暮 十三（めぐれ じゅうぞう）
声 - 茶風林
警視庁刑事部捜査一課強行犯捜査三係の警部。
一連の連続射殺事件について、当初は小五郎相手に口をつぐんでいたが、蘭が記憶喪失になった事態を受け、首を切られる覚悟で全容を打ち明ける。
阿笠 博士（あがさ ひろし）
声 - 緒方賢一
コナンの正体を新一と知る数少ない人物の一人で、発明家。
トロピカルランドで蘭を庇って犯人の銃撃を受け、肩を負傷する。
妃 英理（きさき えり）
声 - 高島雅羅
蘭の母親で小五郎の妻。「法曹界のクィーン」の異名で有名な敏腕弁護士。
小五郎とは別居中だが、本作では記憶喪失になった蘭の世話をするために、一時的に探偵事務所で同居する。
吉田 歩美（よしだ あゆみ）、小嶋 元太（こじま げんた）、円谷 光彦（つぶらや みつひこ）
声 - 岩居由希子（歩美）、高木渉（元太）、大谷育江（光彦）
少年探偵団の3人。
本作では「蘭ねえちゃんを守り隊」を結成して蘭の護衛を務める。
灰原 哀（はいばら あい）
声 - 林原めぐみ
本来の姿は宮野志保。元黒の組織の一員かつAPTX4869の開発者で、コナンの正体を新一と知る数少ない人物の一人。
蘭の記憶喪失に際し、「できるなら私も記憶を無くしたい」と複雑な胸の内を明かすが、直後におどけて本心を隠してみせた。
鈴木 園子（すずき そのこ）
声 - 松井菜桜子
蘭の同級生で親友。鈴木財閥の令嬢で、新一の幼馴染でもある。
記憶喪失になった蘭に「たとえ記憶が戻らなくても、あたしは一生友達だから」と涙を流し、蘭の記憶喪失が完治した際は蘭を抱きしめて号泣した。
本作で初めて一連の事件に終始、深くかかわった。
白鳥 任三郎（しらとり にんざぶろう）
声 - 塩沢兼人
警視庁捜査一課のキャリア組警部。
一連の事件を詮索しようとする小五郎を「Need not to know」（知る必要の無いこと）と突っぱねるが、最終的に折れた目暮の意思を尊重して仁野保変死事件について説明することになる。
映画オリジナルキャラクターだったということもあり、前作までは出番が多かったが本作は佐藤刑事が実妹・沙羅の結婚披露宴中に銃撃されたことにより、彼女も容疑者の一人になったため私情を挟まぬように捜査にはほとんど関わっておらず、友成真の指名手配を命じられた後は、佐藤刑事の意識の回復の報告まで全く登場しなかった。
高木 渉（たかぎ わたる）
声 - 高木渉
警視庁捜査一課の刑事で巡査部長。
本作の時点では、佐藤刑事とは片想い止まりである。千葉刑事と交代で蘭の護衛を務める。
栗山 緑（くりやま みどり）
声 - 百々麻子
英理の秘書。本作で初めて名前が明かされた。
千葉刑事（ちばけいじ）
声 - 千葉一伸
警視庁捜査一課の刑事で巡査部長。本作が劇場版初登場となる。
高木刑事と交代で蘭の護衛を務める。
佐藤 美和子（さとう みわこ）
声 - 湯屋敦子
警視庁捜査一課の刑事で警部補。格闘技に長けて射撃の腕も一流。本作が劇場版初登場となる。
1年前に仁野保変死事件の捜査に携わっていたため犯人に狙われる。米花プラザホテルの化粧室で犯人に銃撃され、瀕死の重傷を負い緊急搬送された。

### オリジナルキャラクター

#### 犯人
暗殺者
警察官連続射殺事件を引き起こした凶悪犯。コナン達の目撃証言から左利きであることはわかっているが、目的・動機などは一切不明。警察が捜査情報を明かさないことから、コナンは犯人が警察関係者なのではないかと考えている。
佐藤刑事を撃った際に蘭に顔を見られてしまい、以降、記憶を失った蘭の命を執拗に狙う。拳銃は、9mm口径のオートマチックにサプレッサーを装着して使用しており、外観から「FN ブローニングM1910」と思われる。

#### 容疑者
仁野 環（じんの たまき）〈27〉
声 - 深見梨加
ルポライター。左利きだったが右利きに矯正した。
仁野保の妹。兄妹仲は良好ではなかったが、兄の死の真相を追うためコナンと協力して再調査を行う。本人によれば「真実が知りたいだけで兄なんて大嫌い」とのこと。兄を殺した犯人は小田切敏也だと睨み、パーティー会場やトロピカルランドで尾行を行った。
友成 真（ともなり まこと）〈25〉
声 - 森川智之
フリーター。左利き。
友成信勝の息子。父が心臓発作を起こし亡くなった原因は同行していた刑事達の責任だと思い込み、警察を激しく恨んでいる。事件現場で度々目撃され、被疑者として全国に指名手配された。その後、毛利小五郎との接触を図り、トロピカルランドでトロッピーに変装して接近するも、少年探偵団に妨害され、ナイフ所持と殺人未遂の現行犯で逮捕された。
小田切 敏也（おだぎり としや）
声 - 江川央生
ロックバンド歌手。左利き。
警察幹部である父・小田切敏郎とは確執があり、パーティーでもお互いに罵り合っている姿を目撃されている。仁野保変死事件について、警察は敏也への嫌疑を捨てつつあったが、保の妹の環は疑いの目を向け続けていた。敏郎によれば、保が薬の横流しをした事実を突き止め、現金と一緒に脅し取っていたようである。
風戸 京介（かざと きょうすけ）〈36〉
声 - 井上和彦
米花薬師野病院心療内科医師。両利き。
白鳥警部の主治医で、奈良沢警部ら多くの警察官がカウンセリングのために通っている名医。同じパーティーに参加していた縁から、記憶喪失に陥った蘭の診察も担当することになった。温和な性格で、気落ちしている蘭にも親身に対応している。記憶を戻すために蘭をトロピカルランドに行かせるという案が出された際は、特別に外出許可を出した。
小田切 敏郎（おだぎり としろう）〈56〉
声 - 中田浩二
警視庁刑事部部長（警視長）。左利き。
小五郎の元・上司。剣道の達人で、居合の試し切りでは見事な腕前を披露した。息子の敏也との仲は険悪だが、敏也に事件への関与疑惑が浮上すると、情報の開示を拒否した。
劇場版第14作『天空の難破船』と第15作『沈黙の15分』にも登場している（第22作『ゼロの執行人』にも登場するが、台詞は無い）。
名前の由来とキャラクターのモデルとなった人物は戦国武将の織田信長。キャラクター原案は原作者の青山剛昌が担当した。

#### 被害者
仁野 保（）〈享年35〉
声 - 内田直哉
東都大学付属病院外科医師。今回の事件の発端となった人物。
腕・性格共に悪く、裏で薬の横流しを行うなど素行にも問題があり、周囲の医療関係者からは煙たがられていた。1年前の夏、自宅マンションで飲酒泥酔したまま右の頸動脈を自分のメスで切り、失血死した変死体で発見される。亡くなる数日前、患者の家族に手術ミスを訴えられており、部屋のワープロにもそのことについて謝罪する文章が残っていたことから、警察は自殺と判断している。しかし、妹の環は「兄は患者のことなど全く考えない最低の医者で、手術ミスを詫びて自殺するなど有り得ない」と警察の捜査結果を否定していた。
奈良沢 治（）〈48〉
声 - 島香裕
米花警察署所属の警部補。元・警視庁捜査一課所属で友成警部の部下。
現職警察官連続射殺事件の第一の被害者。青信号の点滅中に横断歩道を走り抜けようとした少年探偵団を叱責する、正義感に溢れる人物。電話ボックスから出たところを、サイレンサーを装備した拳銃で射殺された。亡くなる直前に警察手帳の入った胸ポケット辺りに手を当てるダイイング・メッセージを遺した。
芝 陽一郎（）〈31〉
声 - 山野井仁
城南警察署所属の巡査部長。元・警視庁捜査一課所属で友成警部の部下。
現職警察官射殺事件の第二の被害者。マンションの地下駐車場で射殺体となって発見される。奈良沢警部補と同じく警察手帳を示すように持っていたため、警察内部の犯行との見方が強まっている。
初登場シーンで既に殺害されていたため、台詞は目暮警部の回想シーンのみ。

#### 米花サンプラザホテル
白鳥 沙羅（しらとり さら）
声 - 大原さやか
弁護士。白鳥警部の妹。
晴月光太郎と婚約パーティーを開催した。英理と知り合いで、蘭や園子と一緒に「小五郎からどのような告白をされたか」と詰め寄っていた。
晴月 光太郎（はれつき こうたろう）
声 - 山野井仁
画家。白鳥沙羅の婚約者。
小五郎は画家の上に「売れない」が付くだろうと予想していた。沙羅によれば、女性に対しての愛の告白は苦手な模様。
司会者
声 - 小上裕通
晴月光太郎と白鳥沙羅の婚約パーティーの司会を担当する友人。
友人
声 - 加瀬康之
婚約パーティーに参加した光太郎と沙羅の友人。
クローク係
声 - 小池亜希子

#### 警察関係者
友成 信勝（ともなり のぶかつ）
声 - 大山高男
警視庁捜査一課警部。友成真の父親で、目暮警部の先輩刑事に当たる。
1年前、仁野保変死事件の捜査で、倉庫を張り込んでいる最中に持病の心臓発作を起こすも、張り込みを優先して救急車を拒否。単身捜査から抜け、タクシーを拾おうとするも道端で倒れ、東都大学付属病院で手術中に息を引き取った。この一件で息子の真は救急車を呼ばなかった警察に不信感を抱くようになる。さらに仁野保の死は自殺として処理されてしまった。

#### その他
アナウンサー
声 - 大田良平（よみうりテレビアナウンサー）
奈良沢警部補射殺事件のニュースを伝えていた男性アナウンサー。
レポーター
声 - 横須賀ゆきの（よみうりテレビアナウンサー）
蘭が病院で見ていたテレビでトロピカルランドの解説をしていた女性レポーター。
このニュースが、蘭にトロピカルランドを思い出させる切っ掛けとなった。
看護婦
声 - 斎賀みつき
仁野保を知る看護婦。
中野（なかの）
声 - 長嶝高士
トロピカルランドのアトラクション「氷と霧のラビリンス」の案内係。

## スタッフ
- 原作 - 青山剛昌
- 監督・絵コンテ - こだま兼嗣
- 脚本 - 古内一成
- 演出 - 佐藤真人
- キャラクターデザイン・総作画監督 - 須藤昌朋
- デザインワークス・作画監督 - 山中純子
- アクション作画監督・レイアウトチェッカー - 清水義治
- レイアウト - 宍戸久美子、堀内博之、牟田清司、本橋秀之、とみながまり、佐藤千春、倉田綾子、兵頭敬、清水義治
- 色彩設計 - 西香代子
- 美術監督 - 渋谷幸弘
- 美術設定 - 六本木和成
- 撮影監督 - 野村隆
- 3D CGアニメーション - 西山仁、大西博
- 編集 - 岡田輝満
- 音響監督 - 小林克良
- 音楽 - 大野克夫
- ストーリーエディター - 飯岡順一
- プロデューサー - 諏訪道彦、吉岡昌仁
- アニメーション制作 - 東京ムービー
- 製作 - 「名探偵コナン」製作委員会（小学館、読売テレビ放送、ポリドール、小学館プロダクション、東宝、トムス・エンタテインメント）

## テレビ放送
| 回数 | 番組名（放送枠名） | 放送形態 | 放送日        | 放送時間（JST） | 放送分数 | 平均世帯視聴率 | 備考                                |
| ---- | ------------------ | -------- | ------------- | --------------- | -------- | -------------- | ----------------------------------- |
| 1    | 通常拡大枠         |          | 2001年4月2日  | 19:00 - 20:54   | 114分    | 20.3%          |                                     |
| 2    | 通常拡大枠         |          | 2007年10月8日 | 19:00 - 20:54   | 114分    | 13.1%          |                                     |
| 3    | 金曜ロードSHOW!    |          | 2020年2月7日  | 21:00 - 22:54   | 114分    | 10.3%          | 人気投票で第1位獲得記念として放送。 |

- 視聴率はビデオリサーチ調べ、関東地区・世帯・リアルタイム[要出典]。

## 音楽

### 主題歌
小松未歩「あなたがいるから」
作詞・作曲 - 小松未歩 / 編曲 - 池田大介
エンディングの長さが短縮されたものなのは、第26作『黒鉄の魚影』までで最後の作品になっている。また、第1作『時計じかけの摩天楼』以来「コナンの目」が新規映像になっている。

### 挿入歌
「キミがいれば（暗殺者バージョン）」
作詞 - 高柳恋 / 作曲・編曲 - 大野克夫 / 歌 - 伊織

### サウンドトラック
本作トラックのTVシリーズへの汎用は、公開年の11月に『名探偵コナン オリジナルサウンドトラック4』の導入により、2001年5月14日放送の第233話「消えなかった証拠（前編）」となり、前作『世紀末の魔術師』と異なり公開から丸一年過ぎての流用となった。前作同様、数曲程TVシリーズのサウンドトラックのリアレンジ楽曲が存在する。前述にあるようにメインテーマはTVシリーズで当時採用されていたバージョンの微アレンジバージョンとなっている。

#### 収録曲
1. 暗殺者のテーマー事件の予感-
2. 名探偵コナンメインテーマ(暗殺者ヴァージョン)
3. トロピカルランド
4. とっておきクイズ
5. コナン組曲-Captured in Her Eyes-
6. 事情聴取
7. 黒い影-挑戦-
8. トロピカルランドの想い出
9. 暗殺者のテーマー忍び寄る魔手-
10. 暗殺者のテーマー狙撃-
11. 運命の瞬間
12. 記憶喪失(影)
13. 目暮警部の告白
14. Need not to know.
15. 顛末(TENMATSU)
16. 新少年探偵団のテーマ
17. 記憶喪失(光)
18. 容疑者判明
19. コナン行動開始!
20. 蘭が危ない!
21. 犯人(スナイパー)の正体
22. 驚愕の真実
23. 漆黒の殺意
24. 洞窟内の逃走
25. 5・4・3・2・1!
26. キミがいれば(暗殺者ヴァージョン)
27. 二人のデート
28. THE END(あれまぁ~)

## 映像ソフト
- DVD - 2001年1月24日発売[15]（廉価版・2011年2月25日発売[16]、英語版・2010年1月19日発売[17]）
- VHS - 2001年4月21日発売[18]
- BD - 2011年8月26日発売[19] （廉価版・2018年12月7日発売[20]。）

## 関連本